# Teoria di Young-Helmholtz

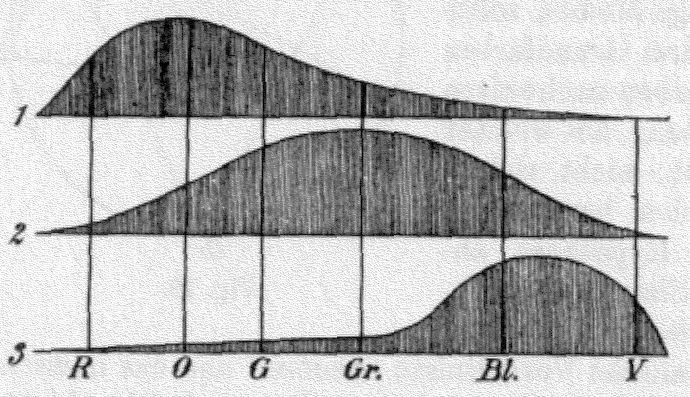
Un disegno di Helmholtz raffigurante le componenti RGB

La teoria di Young-Helmholtz è una teoria tricromatica della visione proposta da Thomas Young e Hermann von Helmholtz.
Nel 1802 Young sviluppò una teoria in cui erano presenti tre soli fotorecettori, sensibili rispettivamente al rosso, verde e violetto. Helmholtz proseguì gli studi di Young e nel suo Treatise on Physiological Optics (1910) descrisse la sintesi additiva.